# Іваново (Армізонський район)
Іва́ново (рос. Иваново) — село у складі Армізонського району Тюменської області, Росія.
Населення — 538 осіб (2010, 527 у 2002).
Національний склад станом на 2002 рік:
- росіяни — 84 %